# (6794) Masuisakura
(6794) Masuisakura (1992 DK) – planetoida z pasa głównego asteroid okrążająca Słońce w ciągu 5,42 lat w średniej odległości 3,09 j.a. Odkryta 26 lutego 1992 roku.